# Steineria gerlachi
Steineria gerlachi är en rundmaskart som beskrevs av Christian Wieser 1959. Steineria gerlachi ingår i släktet Steineria och familjen Monhysteridae. Inga underarter finns listade i Catalogue of Life.